# Conchita de Granada
La Conchita de Granada es una imagen de la Inmaculada Concepción de María, que se encuentra en la actual Catedral de Granada, además de ser la patrona de dicha ciudad.  

## Historia
La imagen de la inmaculada Concepción de Granada, según la leyenda y narraciones fue encontrada el 7 de diciembre de 1721 en las orillas del Lago Cocibolca, se encontraba en un cajón de madera con una inscripción que literalmente decía "Para la ciudad de Granada. Fray Toribio de Benavente y Paredes en unión con los feligreses la denominaron patrona de la ciudad, luego de haber sido trasladada en procesión y puesta a veneración en la capilla.

### Descripción de la imagen
Es una talla en madera de un metro y medio de alto, tiene una sonrisa simulada en su rostro; en su brazo izquierdo al Niño Jesús mientras que con su mano derecha sostiene una lanza que reposa en la cabeza de una serpiente. La lanza actual no es la lanza original, puesto que William Walker, hurtó la pieza de plata. Sobre sus pies tiene una media luna (propio de la iconografía mariana).

## Generala de los ejércitos de Nicaragua
Una vez que la Guerra Nacional de Nicaragua había terminado, en 1862, el General Tomas Martínez, la declaró "Generala de los Ejércitos de Nicaragua", este título fue otorgado, considerándose que la Virgen había jugado "un papel decisivo en las grandes batallas contra los filibusteros". El grado de generala le hace gozar de un sueldo para la reconstrucción del templo, además, de que el Ejército participa en los festejos de la Patrona durante el novenario.